# HOMO/LUMO/SOMO

Diagrama del HOMO y LUMO de una molécula. Cada círculo representa un electrón en un orbital; cuando irradiamos con una frecuencia lo suficientemente alta, se absorbe un fotón de luz por un electrón en el HOMO, saltando al LUMO.

Modelo 3D del orbital molecular ocupado más alto (HOMO) en la molécula de CO_{2}

Modelo 3D del orbital molecular no ocupado más bajo (LUMO) en la molécula de CO_{2}

En química cuántica muchas veces se usan los orbitales frontera HOMO y LUMO para justificar ciertas reacciones químicas. Estos son los acrónimos de: orbital molecular ocupado de más energía (HOMO de sus siglas en inglés Highest Occupied Molecular Orbital) y orbital molecular no ocupado de más baja energía (LUMO de sus siglas en inglés Lowest Unoccupied Molecular Orbital), respectivamente. La diferencia de energía entre el HOMO y LUMO se denomina hueco HOMO-LUMO (del inglés HOMO-LUMO gap).
El HOMO es a los semiconductores orgánicos y puntos cuánticos, lo que la banda de valencia es a los semiconductores inorgánicos. La misma analogía existe entre el LUMO y la banda de conducción. La diferencia de energía entre el HOMO y LUMO es la energía de la banda prohibida.
Cuando la molécula forma un dímero o un agregado, la proximidad de los orbitales de moléculas diferentes induce a la separación de los niveles de energía HOMO y LUMO. Esta separación produce subniveles vibracionales donde cada uno tiene su propia energía, ligeramente diferente uno de otro. Cuando hay suficientes moléculas influenciándose mutuamente (por ejemplo, en un agregado), hay tantos subniveles que no se percibe su naturaleza discreta: forman un continuum. No consideramos más niveles de energía, sino bandas de energía.

## SOMO

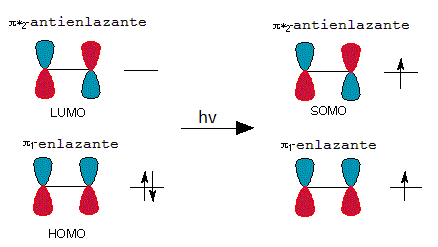
Orbitales frontera de un alqueno genérico

Un SOMO es un orbital molecular ocupado por un solo electrón (singly occupied molecular orbital), presente entre otras especies moleculares en los radicales libres medio llenos.